# Nicolas Chiefala
Nicolas Chiefala ou Nikólas Kephalás (en grec moderne : Νικόλας Κεφαλάς) est né, selon les sources, en 1763 ou en 1770, probablement à Zante, dans les îles Ioniennes vénitiennes, et décédé en 1847 à Constantinople ou en 1850 à Thessalonique, dans l'Empire ottoman. C'est un marin, un aventurier et un écrivain hellène, qui s'est notamment fait connaître au moment de la guerre d'indépendance grecque.

## Biographie
Issu d'une famille noble mais pauvre, Nicolas Chiefala naît en 1763 ou en 1770, selon les sources, et grandit à Zante, dans les îles Ioniennes, alors sous domination vénitienne. Après une formation auprès du professeur Antoine Martelo et du prêtre catholique Nicolas Reynaud, il se tourne vers la mer et le commerce. D'abord simple marin, il ne tarde pas à devenir capitaine de son propre bateau.
En 1797, la France conquiert les îles Ioniennes et y fonde des départements. Opposé à la présence hexagonale, Chiefala combat les Français. En 1809-1810, il les chasse ainsi de Paxos avec l'aide du Royaume-Uni. Il s'enrichit ensuite considérablement en pratiquant la piraterie. Mais, ce faisant, il s'aliène les Britanniques, qui le chassent des îles Ioniennes en 1812 et le privent ensuite de ses propriétés en 1815.
Désormais exilé, Chiefala poursuit ses voyages en mer. Il se rend ainsi en Russie, où il se fait construire un nouveau navire, appelé la Patience. Avec ce bateau, il voyage en mer Noire, en Méditerranée et même dans l'Atlantique, atteignant ainsi l'Amérique. Plus tard, en 1819-1821, il se rend en Inde et en Perse, où il rencontre le Shah.
Quand éclate la guerre d'indépendance grecque en 1821, Chiefala se rend en Russie et au Portugal en vue de promouvoir la cause de l'insurrection grecque et d'obtenir le soutien de dirigeants étrangers. De retour en Grèce en 1822, il repart l'année suivante en Orient pour convaincre les marchands perses de soutenir financièrement le soulèvement grec. En 1825, Chiefala se rend à Rome, où il cherche à rencontrer le pape Léon XII. Il se présente alors comme l'envoyé du gouvernement grec et demande l'intercession du Saint-Père auprès des puissances européennes en échange d'une union des Églises orthodoxe et catholique.
Cependant, la promesse de Chiefala choque l'exécutif grec qui fait savoir que l'aventurier ne représente que lui-même. Contraint de quitter Rome, Chiefala reprend ses voyages et visite Belgrade et Constantinople. Au fil des années, il visite aussi la Palestine, la Crète, Chypre et bien d'autres régions.
De ces voyages, il tire plusieurs ouvrages qui sont publiés en Grèce.

## Ouvrages
- Θαλάσσιος Νομοθεσία, Βιέννη, 1817
- Οδηγία Θαλάσσιος, Βιέννη, 1817
- Σχέδιον τοπογραφικόν του Θρακικού Βοσπόρου, Λονδίνο, 1818
- Χάρτα εκτεταμένη του Αρχιπελάγους, Παρίσι, 1818
- Χάρτα ναυτική της Μεσογείου, Παρίσι, 1818
- Οι περιπέτειες του Ζακυνθινού καπετάν Νικολό Κεφαλά, Κωνσταντινούπολη, 1815
- Περιγραφή της πόλεως Μπενάρ στις Ινδίες Λιβόρνο, 1826
- Σύνοψις Γνωμών Ηθικών του Ινδού Φιλοσόφου Σανακέα Ρώμη, 1825
- Συμβουλές του Έλληνα Ζακυνθινού Καπετάν Νικολό Κεφαλά προς τους αναγνώστες του, αφιερωμένες στο αγγλικό έθνος, Παρίσι, 1837
- Avis du capitaine Nicolas Chiefala, Grec de l'île de Zante, au public. Dédié à la nation anglaise, 28 juin 1837 (lire sur Google books).
- Publication de la lettre du capitaine Nicolas Chiefala, Grec de Zante, adressée à S. E. lord visconte Palmerston,… en reconnaissance de la justice que S. E. lui a rendue à Londres, après huit mois… d'inutiles sollicitations [17 avril 1838].